# Marcenka, Țiurupînsk
Marcenka (în ucraineană Марченка) este localitatea de reședință a comunei Marcenka din raionul Țiurupînsk, regiunea Herson, Ucraina.

## Demografie
Componența lingvistică a localității Marcenka
     Ucraineană (81,48%)
     Rusă (14,81%)
     Română (3,09%)
     Alte limbi (0,62%)
Conform recensământului din 2001, majoritatea populației localității Marcenka era vorbitoare de ucraineană (81,48%), existând în minoritate și vorbitori de rusă (14,81%) și română (3,09%).